# Општина Семич
Општина Семич (словен. Semič) је једна од општина Југоисточне Словеније у држави Словенији. Седиште општине је истоимени градић Семич.

## Природне одлике
Рељеф: Општина Семич налази се у јужном делу државе. Општина обухвата северни део историјске покрајине Бела Крајина. У јужном делу налази се побрђе које на северу општине прелази у планину Кочевски Рог на западу и Горјанце на истоку.
Клима: У нижим деловима општине влада умерено континентална клима, а у вишим влада њена оштрија, планинска варијанта .
Воде: Значајних водотока нема. Сви водотоци су мали и притоке су реке Купе.

## Становништво
Општина Семич је ретко насељена.

## Насеља општине
| - Блатник при Чрмошњицах - Брезје при Рожнем Долу - Брезје при Вињем Врху - Брезова Ребер - Брезовица при Чрмошњицах - Брстовец - Вињи Врх при Семичу - Врчице - Горње Лазе - Градник - Кал - Комарна Вас | - Крупа - Крвавчји Врх - Липовец - Малине при Штрекљевцу - Машељ - Моверна Вас - Нестопља Вас - Омота - Оскоршница - Осојник - Планина - Подребер | - Потоки - Прапроче - Прапрот - Прелоге - Прибишје - Пуглед - Рожни Дол - Села при Врчицах - Семич - Совинек - Содји Врх - Средгора - Средња Вас | - Старихов Врх - Странска Вас при Семичу - Требњи Врх - Хриб при Церовцу - Хриб при Рожнем Долу - Церовец при Чрешњевцу - Цокловца - Чрешњевец при Семичу - Чрмошњице - Штрекљевец |  |